# Rhynchotus rufescens

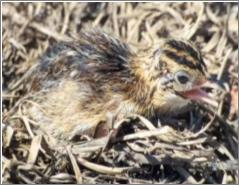
Polluelo

El tinamú alirrojo, inambú de alas rojas, o yuto colorado,  (Rhynchotus rufescens), también conocido como martineta de alas coloradas,  es un ave terrestre de la familia Tinamidae propia del sur de Brasil, extremo de Perú ( en Pampas del Heath) Paraguay, Uruguay, Bolivia y Argentina en el centro y norte.
Como todos los tinámidos, esta especie es muy apetecible para la caza, por lo cual ha disminuido drásticamente su población ante el avance de la agricultura y la falta de control en la caza. La especie se ha recuperado en hábitats protegidos rápidamente. En conjunto no es considerada una especie amenazada, pero dos subespecies, R. r. rufescens y R. r. pallescens, se listan en el CITES debido a la presión del comercio de aves vivas.
Fue introducida en Europa y en los Estados Unidos en las reservas de caza.

## Descripción

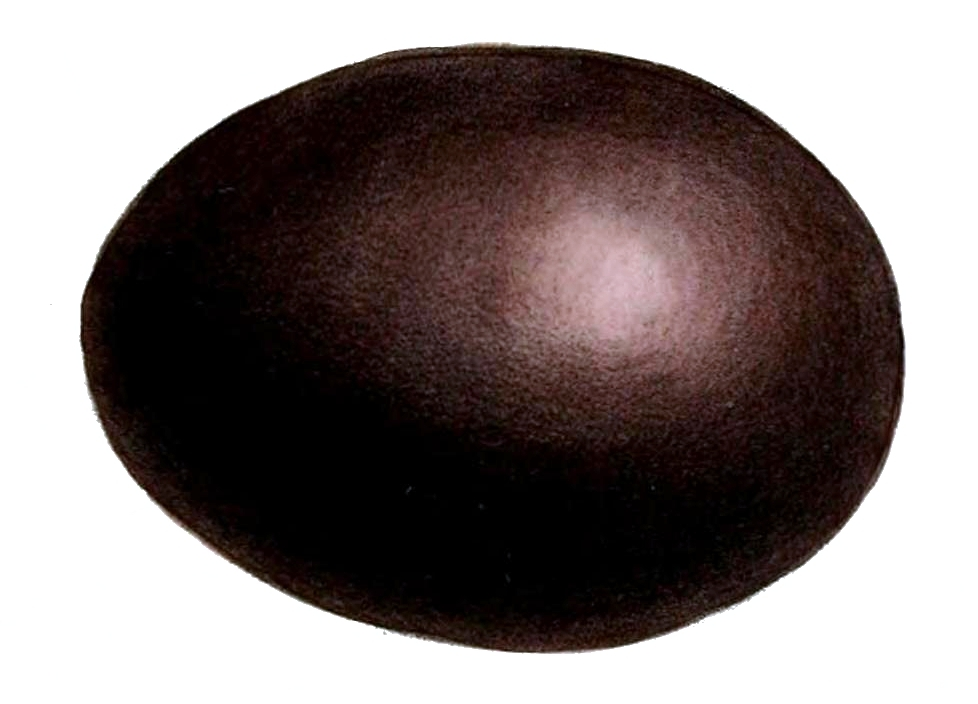
Un ejemplo de un huevo de esta especie

Es una especie que mide 44 cm, postura encorvada, cabeza negra, con las primarias de las alas rojas. Con un peso promedio de 803 gr en machos y 886 gr en hembras, en especies capturadas en estado silvestre.
El macho posee órgano copulador (pene). Son aves nidifugas.
Cuando el animal se siente bajo amenaza, en la parte superior de la cabeza eriza sus plumas, característica por la cual también se le conoce como falsa copetona.
Los huevos son un poco más chicos que los de la gallina, y son de color marrón oscuro y muy brillantes.

## Hábitat
La martineta de alas coloradas está presente en una variedad de hábitat que dependen de la altitud, en las áreas tierra baja la favorece los pastizales pantanosos o inundables. También habita en pastizales de altura de zonas áridas.

## Comportamiento
Ave solitaria en épocas fuera del periodo de reproducción, por lo que solo es posibles verlas en parejas en dicho periodo.
Es de andar inquieto y nervioso, se desplaza caminando, solo utiliza un vuelo corto para escapar de depredadores o cuando por otros motivos se asusta. Prefiere el resguardo de los pastizales tupidos y altos, y es frecuente encontrarlos en zonas próximas a cañaverales.

## Alimentación
Su dieta es balanceada por el propio animal, variando según la estación, se alimenta de insectos y otros animales pequeños (incluso los mamíferos pequeños) en el verano, y cambiando a la materia vegetal, como frutas, retoños, tubérculos (Cyperus) en el invierno.

## Reproducción
(Descripción es especies distribuidas en Argentina) La postura se ubica en un periodo entre la primera semana de octubre y la primera semana se marzo, siendo más frecuente en los meses donde la temperatura es más uniforme, o sea los meses de diciembre y enero. Es un animal polígamo, el cortejo consta de la persecución por parte de la hembra cuando esta lista para ovular, esta copula con varios machos, la cópula dura alrededor de 10 minutos. La hembra en su primer periodo de reproducción pone hasta 10 huevos, mientras que las que tienen más de un periodo de reproducción ponen hasta 30 huevos, pero el promedio de postura estaría en los 21 huevos, la postura no la realizan en un solo nido, sino que lo hacen en varios nidos de varios machos, el macho es el encargado de la incubación que dura alrededor de 21 a 22 días, el macho también se encarga del cuidado de las crías durante 15 días.

## Subespecies y distribución
Subdividida en 3 subespecies:
- Martineta alas rojas de las Pampas (Rhynchotus rufescens catingae Reiser, 1905).  Campos Cerrado o Caatinga de Brasil.
- Martineta alas rojas de las Pampas pálida (Rhynchotus rufescens pallescens Kothe, 1907). Argentina nord-oriental y central.
- Martineta alas rojas de las Pampas (Rhynchotus rufescens rufescens Temminck, 1815). Desde Perú, pasando por Bolivia, Brasil oriental y sur de Paraguay oriental; Argentina nord-oriental y Uruguay.

Una cuarta subespecie, R. r. maculicollis, se considera hoy una especie aparte.
Existen fósiles de la especie que datan del Pleistoceno, encontrados en Minas Gerais.